# 601476 Scharun
601476 Scharun è un asteroide della fascia principale. Scoperto nel 2013, presenta un'orbita caratterizzata da un semiasse maggiore pari a 3,101982 UA e da un'eccentricità di 0,074741, inclinata di 3,702461° rispetto all'eclittica.